# Lluís Nicolau i Fort
Lluís Nicolau i Fort (Barcelona, 26 d'abril de 1895 - Les Heures de La Quar, Berguedà, 2 de febrer de 1939) fou un militant anarquista català. Fou conegut també per l'àlies Leopoldo Noble.

## Biografia
Lluís Nicolau va néixer al carrer Sant Rafael de Barcelona, fill de Francesc Nicolau i Savall, natural de Reus, i de Magdalena Fort i Lledat (o Llabat), natural d'Almoster.
Es va casar el 10 de març de 1920 a Barcelona, amb Llúcia Joaquina Concepción, en l'església de la Sagrada Família.
Participà amb Pere Mateu i Cusidó i Ramon Casanellas i Lluch en l'atemptat que costà la vida al president del govern espanyol Eduardo Dato e Iradier a Madrid el 8 de març de 1921, comès com a represàlia per haver donat carta blanca al governador civil de Barcelona Severiano Martínez Anido en la persecució de sindicalistes a Barcelona i particularment com a venjança per l'assassinat de Francesc Layret. Fou qui disparà des de la sella del darrere de la moto.
Un cop escapat de Madrid amb la seva companya Llúcia, es va aixoplugar a Barcelona a la casa d'Amor Archs, d'on marxaria cap a l'Escala i d'ací a Portvendres, per a establir-se definitivament a Berlín (Alemanya). Fou detingut per les autoritats alemanyes el novembre de 1921, i lliurat a les autoritats espanyoles amb la condició que no el condemnessin a mort. Fou jutjat i condemnat a mort l'11 d'octubre de 1923, que li fou commutada per cadena perpètua el 1924, i enviat al penal del Dueso. Sortí en llibertat amb l'amnistia de la Segona República Espanyola i es va establir a Gironella. Fou militant de la FAI i la CNT, que es feren amb el control del Comitè Antifeixista local i fou un dels protagonistes de les col·lectivitzacions, dirigint “Hilados y Tejidos Fuster” de Cal Bassacs fins que a començaments de 1939, a mesura que s'acostava el front, fugí cap al bosc per a escapar de les lleves que el govern republicà havia decretat per tal de construir fortificacions al front. Lluís Nicolau s'emboscà amb una quarantena de persones, la majoria d’elles indiferents o gent de dretes a Les Heures de La Quar (Berguedà).El 2 de febrer de 1939, en ple èxode republicà un cop acabada la guerra civil espanyola, les tropes republicanes es toparen amb els emboscats a la Riba d’Olvan i obriren foc, matant 12 persones, entre ells Lluís Nicolau i Fort.